# 彼得·麦凯
 PC KC（1965年9月27日—），漢名馬逵，加拿大政治人物和律師，1997年至2015年間曾任加拿大眾議院議員、2004年至2015年間任聯邦保守黨副黨魁，並曾於保守黨執政期間先後出任外交部長（2006年-2007年）、國防部長（2007年-2013年）和司法部長（2013年-2015年）等聯邦内閣要職。他亦是聯邦进步保守党的最后一任黨魁；他於2003年促成該黨與加拿大聯盟合并为現有的聯邦保守黨。

## 早年生活
彼得·麦凯生于新斯科舍省新格拉斯哥，父親艾爾默（Elmer MacKay）為一林木商人和律師，並曾於1970至90年代以加拿大進步保守黨黨員身份擔任加拿大國會下議院中諾華選區議員和聯邦内閣部長。母親艾琳（Eirene Macha MacKay）則為一心理學家，其祖先包括第三代卡里冬伯爵詹姆斯·亞歷山大和第一代維魯拉姆伯爵詹姆斯·格里姆斯頓。
麥凱與家人在沃爾夫維爾（Wolfville）成長，從格林尼治（Greenwich）的霍爾頓中學畢業後到阿卡迪亞大學修讀，1987年獲得文學士學位後再到達爾豪西大學修讀法律，於1990年畢業並於1991年6月獲取新斯科舍律師資格。他曾在德資鋼鐵及軍工生產商蒂森工作，到1993年則被委任為新斯科舍省中部檢控官。

## 從政

### 初進國會
麥凱於1997年聯邦大選中代表聯邦進步保守黨角逐新斯科舍省東北部的皮克圖-安蒂戈尼什-蓋斯伯勒選區議席，並以42%得票率當選，首度晉身國會下議院。他隨之獲任為進步保守黨在下議院的首席議員，並在下議院的司法與人權常務委員會中代表該黨。他再於2000年聯邦大選中在該選區連任。

### 進步保守黨黨魁
喬·克拉克於2002年8月宣佈辭去進步保守黨黨魁職位，而麥凱則於2003年1月宣佈角逐該職，並被視為熱門人選。在同年5月31日舉行的進步保守黨黨魁選舉中，麥凱在每輪投票中皆領先其他候選人，到第四輪投票以64%對36%得票率擊敗僅餘對手彭迪思而告當選。在第三輪投票中得票最少而被淘汰的大衛·奧查德在第四輪投票舉行前與麥凱會面，兩人並達成協議，奧查德隨後呼籲支持者在第四輪投票中支持麥凱，這成為麥凱的致勝關鍵。奧查德和麥凱之間的協議内容後來曝光，當中包括麥凱承諾不會安排進步保守黨與加拿大聯盟合併。
然而，兩黨高層卻在往後數個月内就合併事宜磋商，而麥凱亦於2003年10月16日與加拿大聯盟黨魁斯蒂芬·哈珀共同宣佈達成協議，將兩黨合併成新的加拿大保守黨。部分進步保守黨黨員不滿兩黨合併，更指麥凱為「叛徒」（traitor），但這項合併於同年12月6日獲90%的進步保守黨代表投票支持，而加拿大保守黨亦於同月8日正式登記成立，麥凱遂成為進步保守黨的末任黨魁。

### 保守黨副黨魁
麥凱最初表示有意競逐保守黨黨魁，但於2004年1月宣佈放棄此念頭，指當時距他當選進步保守黨黨魁只得七個月，自己的財務不足以應付另一次黨魁選舉的競選工程。哈珀於同年3月舉行的黨魁選舉中當選保守黨黨魁，並委任麥凱為該黨的副黨魁。
麥凱在2004年6月舉行的聯邦大選中代表保守黨出戰重組而成的中諾華選區，並贏取該議席重返下議院。保守黨在這次選舉成為官方反對黨，而麥凱則獲哈珀委任為該黨的公共安全及應急準備事務評議員，成為影子内閣一員。
以少數姿態執政的自由黨政府於2005年末倒台，觸發2006年聯邦大選。麥凱在中諾華選區順利連任，而隨著保守黨贏取少數政府，麥凱亦被邀入閣。

### 聯邦内閣部長

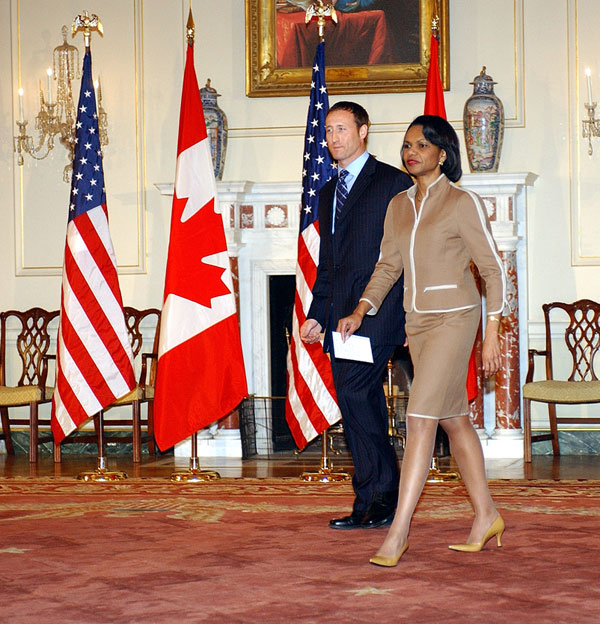
麥凱與時任美國國務卿賴斯會面（2006年）

保守黨在2006年大選獲得執政地位後，新任總理哈珀委任麥凱為聯邦外交部長和加拿大海洋省份商機部長；2007年中則調任國防部長。麥凱在2008年和2011年聯邦大選中連任中諾華選區國會議員，並在保守黨政府中留任國防部長。
2010年7月，麥凱在紐芬蘭島中部一釣魚營地休假期間獲加拿大軍方派遣直升機接載前往甘德機場，在當地轉乘加拿大政府專機前往安大略省倫敦市出席一項聯邦政府宣傳活動。從釣魚營地前往甘德機場的直升機行程耗費1萬6千元，並被解釋為讓麥凱考察軍方的搜救演集。事件於2011年9月被揭發後，麥凱被指濫用政府資源。
麥凱和另外兩名内閣部長於2010年7月出席另一場宣傳活動，宣佈加拿大政府有意購買65部F-35閃電II戰鬥機，並坐在該戰機模型的駕駛艙讓媒體拍照。在自由黨國防事務評議員的質詢下，麥凱以書面回應該項宣傳活動耗費4萬7千元，而戰機模型則由生產商免費提供；此舉再被國會反對黨議員詬病。
哈珀於2013年7月15日改組内閣，麥凱調任司法部長。

### 離開政壇
2015年5月29日，麥凱在新斯科舍省宣佈不會在同年聯邦大選中尋求連任，以便陪伴家人，但留任中諾華選區國會議員和司法部長至大選為止，並不排除日後重返政壇。他於2016年2月加入位於多倫多的貝克與麥肯齊律師事務所（Baker & McKenzie），成為該行的合夥人。
保守黨於2015年聯邦大選失去執政地位後，哈珀辭任黨魁，麥凱隨即被視為接任黨魁的熱門人選。然而，他於2016年9月宣佈以陪伴家人為由而無意參選黨魁。
2019年聯邦大選前夕，《環球郵報》報道指麥凱支持者已作準備，若由熙爾領導的保守黨未能贏取大選的話，便可為麥凱啟動程序競選黨魁。就此麥凱回應指他本人並不瞭解有關舉動，又稱自己歇盡所能在大選中協助和支持熙爾及其團隊。保守黨在該屆大選中再度敗予自由黨，面臨黨內壓力的熙爾於同年末宣布辭任黨魁，但留任至新任黨魁當選為止。2020年1月15日，麥凱在推特發文宣布參選保守黨黨魁。在同年8月舉行的黨魁選舉中，麥凱不敵艾林·奧圖爾。

## 個人生活
麥凱於2012年與娜扎寧·阿夫信-賈姆（Nazanin Afshin-Jam）結婚。她來自伊朗，2003年獲世界小姐加拿大冠軍，同年代表加拿大參與世界小姐競選並獲亞軍。她其後成立人權組織「停止處決兒童」（Stop Child Executions），目的為爭取伊朗政府終止向未成年罪犯判處死刑。兩人育有一子一女。

## 外部連結
- 官方网站
- 加拿大國會網站 彼得·馬逵議員簡介 （页面存档备份，存于）